# Îles Maug
Les îles Maug sont un ensemble de trois petites îles situées dans le nord des îles Mariannes du Nord. Elles entourent la caldeira d'un ancien volcan. D'une superficie totale de 2,128 km2, elles sont très escarpées et inhabitées.  La caldeira a une profondeur moyenne de 200 m mais en son centre un dôme de lave culmine à 20 m en dessous des rebords de la caldeira.

## Géographie
Les îles Maug se trouvent à environ 70 km au sud du Farallon de Pajaros et à 37 km au nord d'Asuncion. L'archipel se compose de trois îles, le bord extérieur érodé et exposé d'un volcan submergé avec une caldeira d'un diamètre d'environ 2,2 km. Le fond de la caldeira se trouve à environ 225 m sous le niveau de la mer, et au milieu se trouve une montagne dont le sommet n'est qu'à 22 m sous le niveau de la mer. Son point le plus élevé est à 227 m au-dessus du niveau de la mer. À environ 10 km au nord-ouest des îles Maug se trouve Supply Reef, un volcan sous-marin dont le sommet se trouve à 8 m sous le niveau de la mer. Les îles Maug et le récif Supply font partie du même massif volcanique.

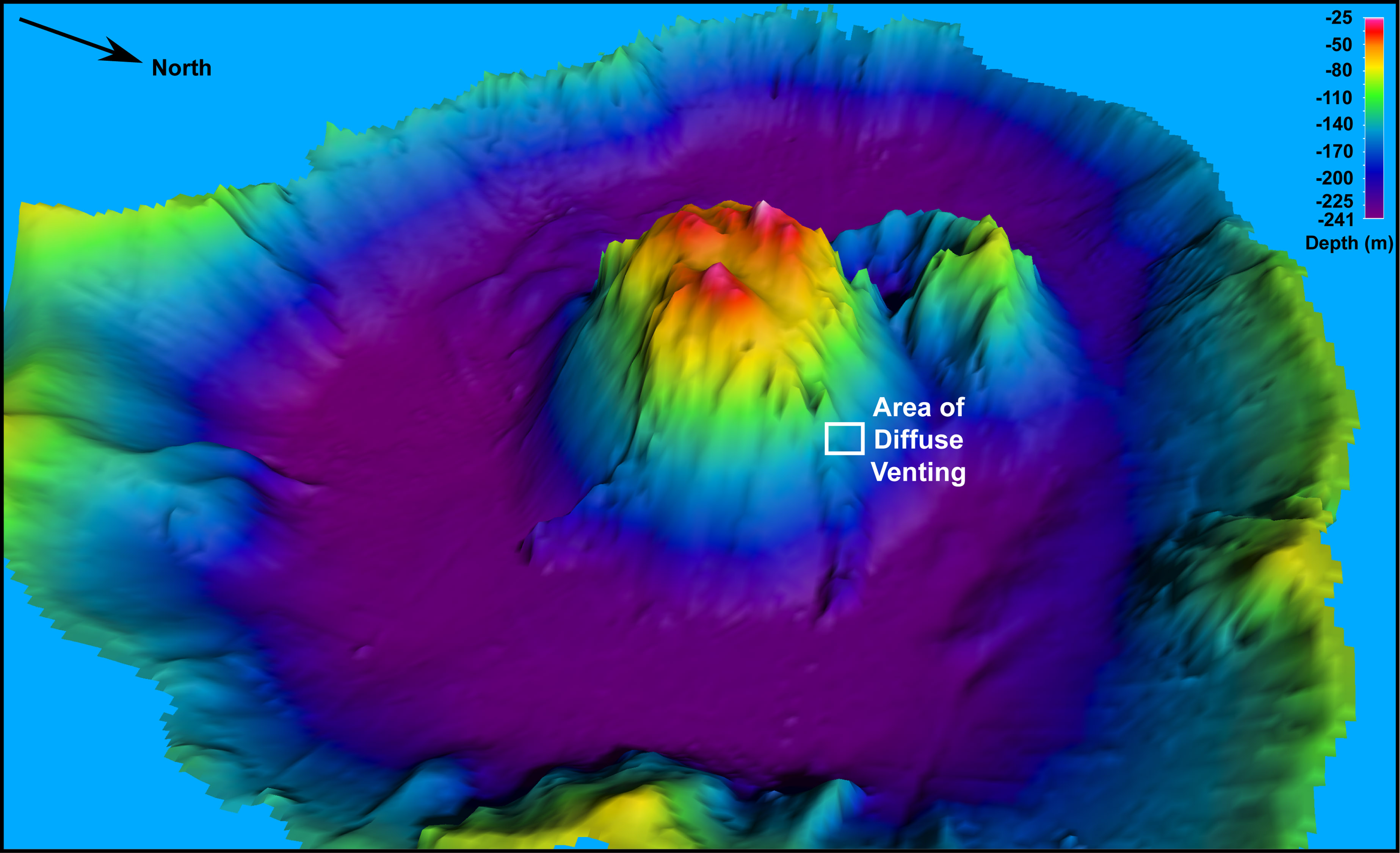
Vue bathymétrique de la caldeira des îles Maug.

### Environnement
La végétation est majoritairement constituée de prairies et de quelques cocotiers là où le terrain est plat.

#### Faune
Les îles ont été reconnues comme une zone importante pour la conservation des oiseaux (ZICO) par BirdLife International car elles abritent des populations de mégapodes de La Pérouse, de noddis bruns, de myzomèles de Micronésie et d'étourneaux de Micronésie.

## Histoire
Les îles Maug ont été désignées sous le nom de Las Monjas (les religieuses en espagnol), en 1522 par Gonzalo Gómez de Espinosa.
Gómez de Espinosa était membre de l'équipage de Fernand de Magellan et, après la mort de ce dernier, il a tenté sans succès de faire naviguer le navire Trinidad à travers l'océan Pacifique jusqu'au Mexique. C'est lors de ce périple qu'il vit pour la première fois la plus grande île des îles Maug, habitée par des Chamorros, qui l'avaient appelée Mao ou Pamo.
En 1669, le missionnaire espagnol Diego Luis de San Vitores visita les îles Maug et les nomma San Lorenzo (Saint-Laurent). En 1695, tous les habitants de l'île ont été déportés de force à Saipan, et trois ans plus tard, à Guam. Depuis cette époque, les îles sont inhabitées.
Après la vente des Mariannes du Nord par l'Espagne à l'Empire allemand en 1899, les îles Maug ont été administrées comme faisant partie de la Nouvelle-Guinée allemande. En 1903, l'île a été louée à une société japonaise, qui a chassé des oiseaux pour en tirer des plumes destinées à être exportées au Japon, puis à Paris.
Durant la Seconde Guerre mondiale, l'empire du Japon y établirent une station météorologique.
Elle est sous administration des États-Unis depuis la fin de ce conflit.
Depuis 2009, les terres et les eaux immergées autour de l'île font partie du Marianas Trench Marine National Monument.